# Карабин, Ярослав Миронович
Яросла́в Миро́нович Кара́бин (укр. Ярослав Миронович Карабін; род. 19 ноября 2002, Львов) — украинский футболист, нападающий львовских «Карпат».

## Клубная карьера
Родился во Львове. Воспитанник местных «Карпат», первый тренер — Ярослав Кикоть. Выступал за юношескую и молодёжную команду «Карпат». В конце мая 2020 Роман Санжар начал привлекать юного нападающего к тренировкам с первой командой. Впервые в заявку на поединок Премьер-лиги попал 27 июня 2020 против «Львова» (1:1), но просидел весь матч на скамейке запасных. В составе первой команды «зелёно-белых» дебютировал 6 сентября 2020 в проигранном (0:3) домашнем поединке 1-го тура группы «Б» Второй лиги Украины против хмельницкого «Подолья». Ярослав вышел на поле в стартовом составе и отыграл весь матч. В сентябре-начале октября 2020 года сыграл 10 матчей во Второй лиге Украины.
В октябре 2020 года перешел в другой львовский клуб, «Рух». Выступал за юношескую и молодёжную команду клуба. За первую команду клуба дебютировал 8 марта 2021 в проигранном (0:4) домашнем поединке 17-го тура Премьер-лиги против черниговской «Десны». Ярослав вышел на поле на 84-й минуте, заменив Богдана Бойчука.

## Карьера в сборной
Вызывался в состав юношеской сборной Украины (U-16), в футболке которой дебютировал 17 октября 2017 в ничейном (1:1) поединке против сверстников из Италии. Ярослав вышел на поле на 60-й минуте, заменив Богдана Вьюнника. В составе юношеской сборной Украины (U-16) провел 2 поединка.